# Međustanični spoj
Međustanični spojevi (međustanične veze) su posebna područja na staničnoj membrani i susjednoj citoplazmi. Uloga im je što preko njih susjedne stanice zabrtvljuju međustanični prostor, pojačavaju svoju mehaničku povezanost i uspostavljaju metaboličku vezu.
Kod kralježnjaka, u njih ubrajamo okludentnu zonulu, adherentnu zonulu, dezmosome i procjepne veze. Beskralježnjaci imaju nekoliko drugih posebnih vrsta međustaničnih spojeva, poput Caenorhabditis elegans. Kod višestaničnih biljaka, strukturnu funkciju međustaničnih spjeva obavljaju stanične stijenke. Komunikacijsku ulogu u spojevima kod biljaka obavljaju plazmodezme.